# Robert Hessens
Robert Hessens, né le 14 février 1912 à Paris et mort le 28 juillet 2002 à Chevilly-Larue, est un réalisateur français.

## Biographie
Peintre, il collabore à la fin des années 1940 avec Alain Resnais et Gaston Diehl. Son travail constitue une contribution significative aux films documentaires sur l'art. Jacques Siclier le considère comme un des novateurs du film d'art. 

## Filmographie
Courts métrages
- 1948 : Malfray (coréalisateur : Alain Resnais)
- 1950 : Henri de Toulouse-Lautrec
- 1950 : Guernica (coréalisateur : Alain Resnais)
- 1951 : Pictura (coréalisateur)
- 1953 : Chagall
- 1956 : Statues d'épouvante
- 1962 : Le petit Forain
- 1969 : Pré-cinétisme de Vasarely
- 1969 : Vasarely, les multiples